# وادي المخرور

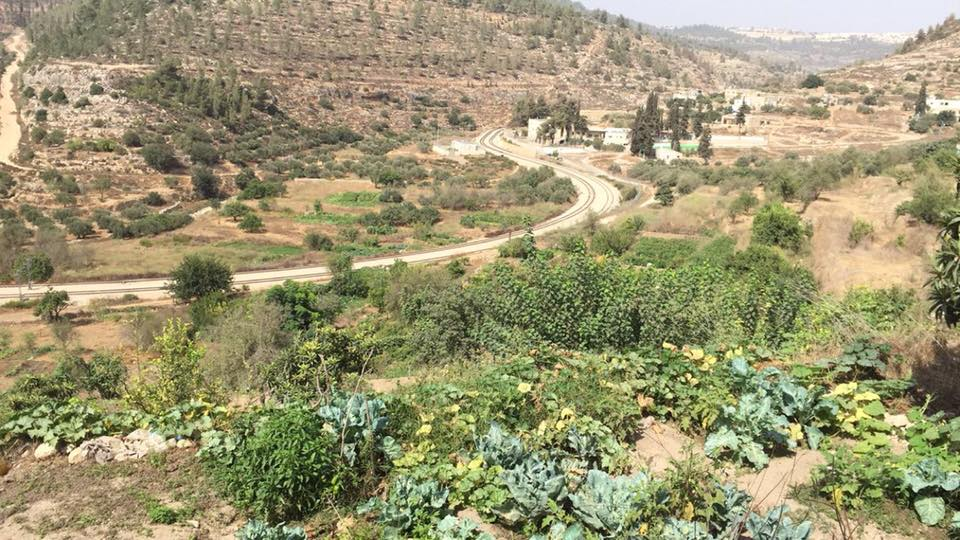

وادي المخرور يقع الوادي غربي مدينة بيت لحم، فلسطين بالقُرب من بيت جالا، وتبدأ أراضي الوادي من دير الكريمزان وتمتد إلى قرية بتير. توجد منطقة ينابيع مياه عذبة تمر من وسط أشجار قديمة.

## التسمية
سمي وادي المخرور بهذا الاسم بسبب انسياب مياه الشتاء من أعلى التلال إلى القاع فتنساب «تخر» باللغة العامية كالنهر الذي يستمر طوال أشهر الشتاء منعشاً.

## محمية طبيعية
تُعتبر المنطقة «محمية طيور» لبعض الأنواع مثل الصقر العسلي، الطائر ذو الأذنين السوداويين، طائر الشمس الفلسطيني والحجل. بالإضافة إلى أنواع مُختلفة من الحشرات والقوارض الموجودة في المنطقة. بتسلق جبال تلك المنطقة، يمكن مشاهدة العديد من الكهوف والقصور التي تم بناءها من قبل مالكي الأراضي للعناية بالمحاصيل، أو كما تسمى شعبياً بـ«المناطير». تزخر منطقة المخرور بمصاطب المشمش، التي منها يتم تصنيع عصير المشمش الذي تشتهر به بيت جالا.